# Hilton Forrest Deakin
Hilton Forrest Deakin AM (Seymour, Austrália, 13 de novembro de 1932 - 28 de setembro de 2022) foi um ministro australiano e bispo auxiliar católico romano de Melbourne.
Nascido em Seymour em 1932, filho de Arthur e Ruby, Hilton Deakin recebeu sua educação inicial em St Joseph's Finley (NSW), St Mary's Thornbury e Parade College East Melbourne. Ingressou no Corpus Christi College Seminary, então em Werribee, em 1951. O Arcebispo Coadjutor de Melbourne, Justin Daniel Simonds, ordenou-o sacerdote em 27 de julho de 1958 na Catedral de St. Patrick em Melbourne e foi incardinado no clero da Arquidiocese de Melbourne. Deakin trabalhou como vigário em Moonee Ponds; Catedral de São Patrício; Morro da Caixa; Glen Iris e Monte Eliza. Em 1987, Deakin foi nomeado Vigário Geral da Arquidiocese
Em 30 de dezembro de 1992 foi nomeado Bispo Auxiliar de Brisbane e Bispo Titular de Murthlacum pelo Papa João Paulo II. O arcebispo de Melbourne Thomas Francis Little o ordenou bispo em 3 de março do ano seguinte; Os co-consagradores foram Joseph Peter O'Connell, Bispo Auxiliar de Melbourne, e Eric Gerard Perkins, Bispo Auxiliar de Melbourne.
Deakin serviu em uma variedade de áreas: o comitê pastoral, o conselho consultivo de pessoal, o conselho de conselheiros, o conselho financeiro diocesano, presidindo o Catholic Capital Grants, presidindo o Mannix College Council, servindo como membro do Priests Pension Fund, e como membro ex officio do Conselho dos Sacerdotes. Deakin também foi nomeado Vigário Episcopal para Migrantes e Refugiados. Ele tinha um grande interesse pela música sacra e pelo trabalho especial do Coro da Catedral de São Patrício.
Deakin fez um esforço especial para ajudar as pessoas que sofriam de desvantagem econômica, intelectual e cultural. Na década de 1970, ele obteve o diploma de bacharel pela Monash University e formou-se em 1977 com doutorado em antropologia. De suas áreas de interesse durante seus estudos, especialmente no campo dos aborígines, surgiram projetos e funções internacionais, incluindo os de Presidente da Caritas Oceania e Vice-Presidente da Caritas Internationalis. Além disso, Deakin era ativo no Timor Leste ocupado pela Indonésia e fez um trabalho extenso para o 40º Congresso Eucarístico.
Em 13 de novembro de 2007, o Papa Bento XVI acatou a renúncia relacionada à idade de Deakin em seu 75º aniversário. Ele faleceu em 28 de setembro de 2022 aos 89 anos.